# Lluís Soler i Auladell
Lluís Soler i Auladell (Manlleu, Osona, 1954) és un actor de teatre, cinema i televisió català, molt popular pels seus papers a les sèries Secrets de família, Laberint d'ombres i El cor de la ciutat.

## Biografia

### Carrera professional
Amb data de 2023, havia representat una setantena d'obres de teatre, vint pel·lícules i una vintena de sèries de televisió.
Entre 2003 i 2007 va interpretar el paper d'Enric Font en l'obra de teatre El mètode Grönholm, de Jordi Galceran, amb la qual van arribar a representar mil funcions.
L'any 2009 va estar nominat al premi Gaudí al millor actor per la seva interpretació a la pel·lícula Benvingut a Farewell-Gutmann, de Xavi Puebla.
El mateix any va participar en el rodatge d'una pel·lícula que retratava la intensa vida del maquis Ramon Vila Caracremada, òpera prima dirigida per Lluís Galter. A la pel·lícula, Soler fa el paper principal, el del maqui.

### Formació i vida personal
Va estudiar biologia a la Universitat Autònoma de Barcelona. Va tenir el seu primer contacte amb el teatre com a tramoista. Més endavant, es va formar al Col·legi del Teatre de Barcelona.
El 10 de juliol de 2010 va fer, juntament amb l'actriu Txe Arana, la lectura de la declaració final de la manifestació "Som una nació. Nosaltres decidim" en nom dels organitzadors.

## Treballs principals al teatre
Obres teatrals en què ha participat:
| - 1990: Fi de partida, de Samuel Beckett i direcció de Jordi Mesalles - 1990: El banc, d'Aleksandr Gelman i direcció de Boris Rotenstein - 1990: Alfons IV, de Josep Maria Muñoz i direcció de Jordi Mesalles - 1990: Andante amoroso i direcció de Manuel Carlos Lillo - 1991: Desig, de Josep Maria Benet i Jornet i direcció de Sergi Belbel - 1991: El somni d'una nit d'estiu, de William Shakespeare i direcció de Calixte Bieito - 1991: La vida perdurable, de Narcís Comadira i direcció de Boris Rotenstein - 1991: Sota un vel d'estrelles, de Manuel Puig i direcció de Jordi Mesalles - 1992: El desengany, de Francesc Fontanella i direcció de Domènec Reixach i Felipe - 1992: Civilitzats, tanmateix, de Carles Soldevila i direcció de Francesc Nel·lo - 1992-1993: El bressol de Jesús, de Frederic Soler 'Pitarra' i direcció de Frederic Roda - 1993: La guàrdia blanca, de Mikhaïl Bulgàkov i direcció de Pavel Khomsky - 1993: Un dia, de Mercè Rodoreda i direcció de Calixte Bieito - 1993: Mr. Barnett, de Jean Anouilh i direcció de Joan Anguera - 1993-1994: Dos tristes tigres, de José Sanchis Sinisterra i direcció de R. Walkowiak - 1994: Biografia, de Francesc Pereira i direcció de Jordi Mesalles - 1994: Otel·lo, de William Shakespeare i direcció de Mario Gas - 1994-1995: El mercader de Venècia, de William Shakespeare i direcció de Sergi Belbel - 1995: Arsènic i puntes de coixí, de Joseph Kesselring i direcció d'Anna Lizaran - 1995: Tartuf, de Molière i direcció de Xavier Boada - 1995: La festa del blat, d'Àngel Guimerà i direcció de Joan Castells - 1996: ... I un clavell vermell al trau, de Josep Maria de Sagarra i direcció de Lluís Soler - 1996-1997: L'avar, de Molière i direcció de Sergi Belbel - 1997: Pesombra, de Joan Salvat-Papasseit i direcció de Magda Puyo - 1997: Testament, de Josep Maria Benet i Jornet i direcció de Sergi Belbel - 1997: Tot el que miro m'exalta..., de Joan Vinyoli i direcció de Lluís Soler - 1997: El rapte en el serrall, de Wolfgang Amadeus Mozart i direcció de Mario Gas - 1997: El silenci és d'or, d'Apel·les Mestres i direcció de Frederic Roda - 1997: Simfonia per a un nou teatre, de Gerardo Núñez i direcció de José Miguel Évora i Rosa Novell - 1997: ... Amb el clavell al botó, de Josep Maria de Sagarra - 1998: Dos bessons venecians, de Carlo Goldoni i direcció de Toni Cafiero - 1998: Morir, de Sergi Belbel i direcció de Sergi Belbel - 1998-1999: Amadeus, de Peter Shaffer i direcció d'Àngel Alonso - 1999-2000: L'estiueig, de Carlo Goldoni i direcció de Sergi Belbel - 2000: La comèdia dels errors, de William Shakespeare i direcció d'Helena Pimenta - 2000: Tartuf, de Molière i direcció d'Oriol Broggi - 2000: Sum Vermis. Verdaguer o fals - 2000: El silenci és or | - 2001: Suite, de Carles Batlle i direcció de Toni Casares - 2001: La dona incompleta, de David Plana i direcció de Sergi Belbel - 2001: Enric IV, de Luigi Pirandello i direcció d'Oriol Broggi - 2001: Suite, Carles Batlle - 2002: Moll oest, de Bernard-Marie Koltès i direcció de Sergi Belbel - 2002: Romeu i Julieta - 2002-2003: Dissabte, diumenge i dilluns, d'Eduardo De Filippo i direcció de Sergi Belbel - 2003: Liliom, de Ferenc Molnár i direcció de Carlota Subirós - 2003-2007: El mètode Grönholm, de Jordi Galceran i direcció de Sergi Belbel - 2003: Primera plana, de Ben Hecht i Charles McArthur i direcció de Sergi Belbel - 2004: Maria Rosa, d'Àngel Guimerà i direcció d'Àngel Alonso - 2004: Recordant Miquel Martí i Pol, de Miquel Martí i Pol i direcció de Joan Lluís Bozzo - 2005: El Comte Arnau, de Josep Maria de Sagarra i direcció d'Antonio Calvo - 2006: Homer, Ilíada, d'Alessandro Baricco i direcció d'Antonio Calvo - 2006: Nausica, de Joan Maragall i direcció d'Hermann Bonnín - 2006: Rosencrantz i Guilderstein són morts (veu en off), de Tom Stoppard i direcció d'Oriol Broggi - 2007: Agustí Bartra, entre l'exili i el retorn, d'Agustí Bartra, Anna Murià i Miquel Pujadó, i direcció de Carles Canut - 2007: Iglú, de Toni Cabré - 2007: Lluís Soler diu: Shakespeare!, de William Shakespeare i direcció d'Antonio Calvo - 2007-2008: A la Toscana, escrit i dirigit per Sergi Belbel - 2007: Un roure, de Tim Crouch i direcció de Roser Batalla - 2008: El comte Arnau, de Josep Maria de Sagarra i direcció d'Antonio Calvo - 2008: L'home de la flor a la boca, de Luigi Pirandello i direcció de Carlota Subirós - 2008: Homer, Ilíada, d'Alessandro Baricco i direcció d'Antonio Calvo - 2008: Light, d'Italo Calvino i direcció de Pau Miró - 2008: Sexe, amor i literatura (veu en off), escrita i dirigida per Joan Gallart - 2008: Sonata a Kreutzer (Tolstoi & Beethoven), escrita i dirigida per Quim Lecina - 2009: L'inspector, de Nikolai Gogol i direcció de Sergi Belbel - 2009-2010: L'habitació de Verònica, d'Ira Levin i direcció d'Hèctor Claramunt - 2009: ... ens hi ha portat la paraula. Vinyoli, de Joan Vinyoli i direcció d'Antonio Calvo - 2009: Alícia, un viatge al país de les meravelles, de Lewis Carroll i direcció de Carlota Subirós - 2009-2010: L'Odissea, d'Homer i direcció d'Antonio Calvo - 2010: Nit de reis, de William Shakespeare i direcció de Josep Maria Mestres - 2010: El general en su laberinto, basat en la novel·la de Gabriel García Márquez - 2021: Birnam, de Víctor Sunyol - 2022: Les tres germanes, d'Anton Txékhov - 2022: El papa, Anthony McCarten - 2023: The party, sota la direcció de Sergi Belbel i adaptada de la pel·lícula homònima de Sally Potter - 2024: Els criminals, de Ferdinand Bruckner i direcció de Jordi Prat i Coll |

## Filmografia
| - 1991: Desig - 1994: Arnau - 1994: Poblenou - 1995: Secrets de família - 1995: Estació d'enllaç (2 episodis) - 1995: Laia, el regal d'aniversari, de Jordi Frades - 1998-2000: Laberint d'ombres - 1999: Homenots (1 episodi) - 2001: El comisario (1 episodi) - 2002: Psico express (1 episodi) - 2003: 16 dobles (1 episodi) - 2004-2009: El cor de la ciutat (en el paper de Tomàs Llorens Garcia) - 2006-2007: Mar de fons - 2006: Ecos, d'Oriol Paulo - 2006: L'entrevista impossible (1 episodi) - 2007: La princesa del polígono, de Rafael Montesinos - 2008: Zoo - 2008: La ratjada (2 episodis) - 2013-2014: Isabel (20 episodis) - 2017: El crac (com a ell mateix) - 2017: El ministerio del tiempo (episodi 27) - 2017-2018: Apaches (12 episodis) | - 1990: La teranyina, d'Antoni Verdaguer - 1993: El somni de Maureen, de Romà Guardiet - 1998: Clara, de Lorenzo Castañer - 1999: La ciutat dels prodigis, de Mario Camus - 2001: Duna y el ogro, de Patricia Font - 2003: Cámara oscura, de Pau Freixas - 2004: Como mariposas en la luz, de Diego Yaker - 2005: Working Class, de Xavier Berraondo - 2006: El coronel Macià, de Josep Maria Forn - 2008: Benvingut a Farewell-Gutmann, de Xavi Puebla - 2008: Hollywood contra Franco (veu), documental d'Oriol Porta - 2009: Tramontana, de Ramón Gieling - 2009: Ens veiem demà, de Xavier Berraondo - 2010: Caracremada, de Lluís Galter - 2011: 11-11-11, de Darren Lynn Bousman. - 2012: Insesiables, de Juan carlos medina - 2013: Els últims dies (Los últimos días), d'Àlex i David Pastor - 2013: La redempció dels peixos, de Jordi Torrent - 2016: Altamira, de Hugh Hudson - 2016: Jo, Ramon Llull - 2019: Maleïda 1882 - 2022: Los renglones torcidos de Dios - 2023: Ruta salvatge |